# Franjo Wölfl
Franjo Wölfl (18. května 1918 Záhřeb – 8. července 1987 tamtéž), uváděný též jako Franjo Velfl (srbskou cyrilicí Фрањо Велфл), byl jugoslávský a chorvatský fotbalový útočník, který reprezentoval Jugoslávii i Chorvatsko. Je považován za jednoho z nejlepších střelců v historii jak jugoslávské, tak chorvatské kopané. Po skončení hráčské kariéry působil jako trenér, činnost ukončil v roce 1973.

## Hráčská kariéra
Za muže záhřebské Concordie začal hrát už v 16 letech. Ještě jako dorostenec se objevil i v československé nejvyšší soutěži, kde vstřelil celkem 5 branek. V Plzni se učil mechanikem a hrál v místní Viktorii.
Původně byl záložníkem, proslavil se však jako útočník HŠK Građanski Zagreb (mistr Jugoslávie 1939/40, mistr NS Chorvatsko 1942/43) a po válce v Dinamu Záhřeb (mistr Jugoslávie 1947/48, vítěz Poháru maršála Tita 1951). Dvakrát se stal nejlepším střelcem jugoslávské nejvyšší soutěže (1946/47: 28 branek a 1947/48: 22 branky), jednou chorvatské (1942/43). V jugoslávské a chorvatské nejvyšší soutěži sehrál 225 zápasů, v nichž docílil 216 branek (1938–1953). V československé lize dal 5 gólů v dresu plzeňské Viktorie – uvedl se hattrickem do sítě Moravské Slavie Brno.

### Reprezentace
V jugoslávské reprezentaci debutoval 25. září 1938 ve Varšavě proti Polsku (nerozhodně 4:4), přičemž vstřelil dvě branky. Derniéru měl 6. května 1951 v Miláně proti Itálii (nerozhodně 0:0), celkem odehrál 12 utkání, v nichž byl autorem 6 branek. Jednou nastoupil i za B-mužstvo Jugoslávie (31. března 1940 v Bělehradě) proti Rumunsku a byl autorem jediné branky zápasu. Je držitelem stříbrné medaile z LOH v Londýně v roce 1948.
Za Chorvatsko hrál mezi léty 1940–1944 v 18 utkáních (12 branek), debutoval 2. dubna 1940 v Bernu proti Švýcarsku (výhra 1:0). Loučil se 9. dubna 1944 v Záhřebu třemi góly do sítě Júlia Tomanoviče v brance Slovenska (výhra 7:3).

### Prvoligová bilance
| Ročník             | Zápasy | Góly | Minuty | Klub              |
| ------------------ | ------ | ---- | ------ | ----------------- |
| I. liga 1935/36    | 7      | 3    | 630    | SK Viktoria Plzeň |
| I. liga 1936/37    | –      | 2    | –      | SK Viktoria Plzeň |
| I. liga 1937/38    | 1      | 0    | 90     | SK Viktoria Plzeň |
| CELKEM I. ČS. LIGA | –      | 5    | –      |                   |

## Trenérská kariéra
Od května do října roku 1954 byl členem trenérské komise Jugoslávského fotbalového svazu, která připravovala a vedla reprezentační mužstvo na Mistrovství světa ve Švýcarsku. Společně s Brunem Kneževićem a Leem Lemešićem byl členem trenérské komise, která vedla 12. září 1956 v Záhřebu chorvatskou reprezentaci v zápase s Indonésií (výhra 5:2). Bylo to první – a po 34 let jediné – ze čtyř mezinárodních utkání, která chorvatská reprezentace odehrála jako součást Jugoslávie (1956–1991).